# Santa Barbara (Kalifornia)
Santa Barbara város az Amerikai Egyesült Államokban, Kaliforniában. Los Angelestől ÉNy-ra, a Csendes-óceán partján fekszik. Az azonos nevű megye székhelye. Lakosainak száma 88 665 fő (2020. április 1.).

## Népesség
A település népességének változása:

| 2010 | 88 410 |
| 2020 | 88 665 |

## Híres szülöttei
- Thomas M. Storke (1876–1971) amerikai politikus, szenátor
- Victor French (1934–1989) amerikai színész, rendező
- Anthony Edwards (1962) amerikai színész, filmrendező, producer
- Chip Foose (1963) amerikai formatervező, autóépítő, autótervező
- Lilibet brit királyi hercegnő (2021)
- David Woodard (1964) amerikai író, karmester
- Maika Monroe (1993) amerikai színésznő
- Katy Perry (1984) amerikai énekesnő

## Híres lakók
- Pavlics Ferenc
- Martin L. Gore